# Dzikowo Iławeckie (przystanek kolejowy)
Dzikowo Iławeckie – zamknięty przystanek osobowy, a dawniej stacja kolejowa w Dzikowie Iławeckim na linii kolejowej nr 224, w województwie warmińsko-mazurskim, w Polsce. 
Linia została zamknięta (w 2007 była już nieczynna), zostały rozebrane tory kolejowe, by następnie wykorzystać część dawnego szlaku do poprowadzenia (2016) szlaku rowerowego Green Velo. Na zdjęciu widoczna nowa nawierzchnia z tłucznia. 